# Rossana de los Ríos
Rossana de los Ríos (n. Asunción, Paraguay, 16 de septiembre de 1975) en es una tenista profesional paraguaya.
Rossana alcanzó su mejor ranking en individuales como número 51 el 12 de septiembre de 2001. Su mejor ubicación en dobles fue como número 52 en el año 2003.
De los Ríos tuvo una carrera exitosa en su paso por el circuito júnior. Fue número 1 del mundo en 1992, año en el que ganó el título de Roland Garros júnior, derrotando a Paola Suárez por 6–4 y 6–0 en la final. Debutó como profesional en 1993, pero después de un año se retiró del tenis profesional, alegando su nuevo matrimonio y el deseo de formar una familia. Sin embargo, cinco años después, Rossana se preparó pata volver al circuito, y desplegó una gran actuación en Roland Garros 2000 llegando a la cuarta ronda desde la qualy. Después de una serie de lesiones que la marginaron de la competición durante parte del 2004 y casi todo el 2005, Rossana volvió en el 2006 de forma exitosa, escalando más de 150 lugares en el ranking hasta rozar el top 200. Después de salir de ellos, Rossana reingresó al lote de las 100 mejores del ranking WTA en varias oportunidades.

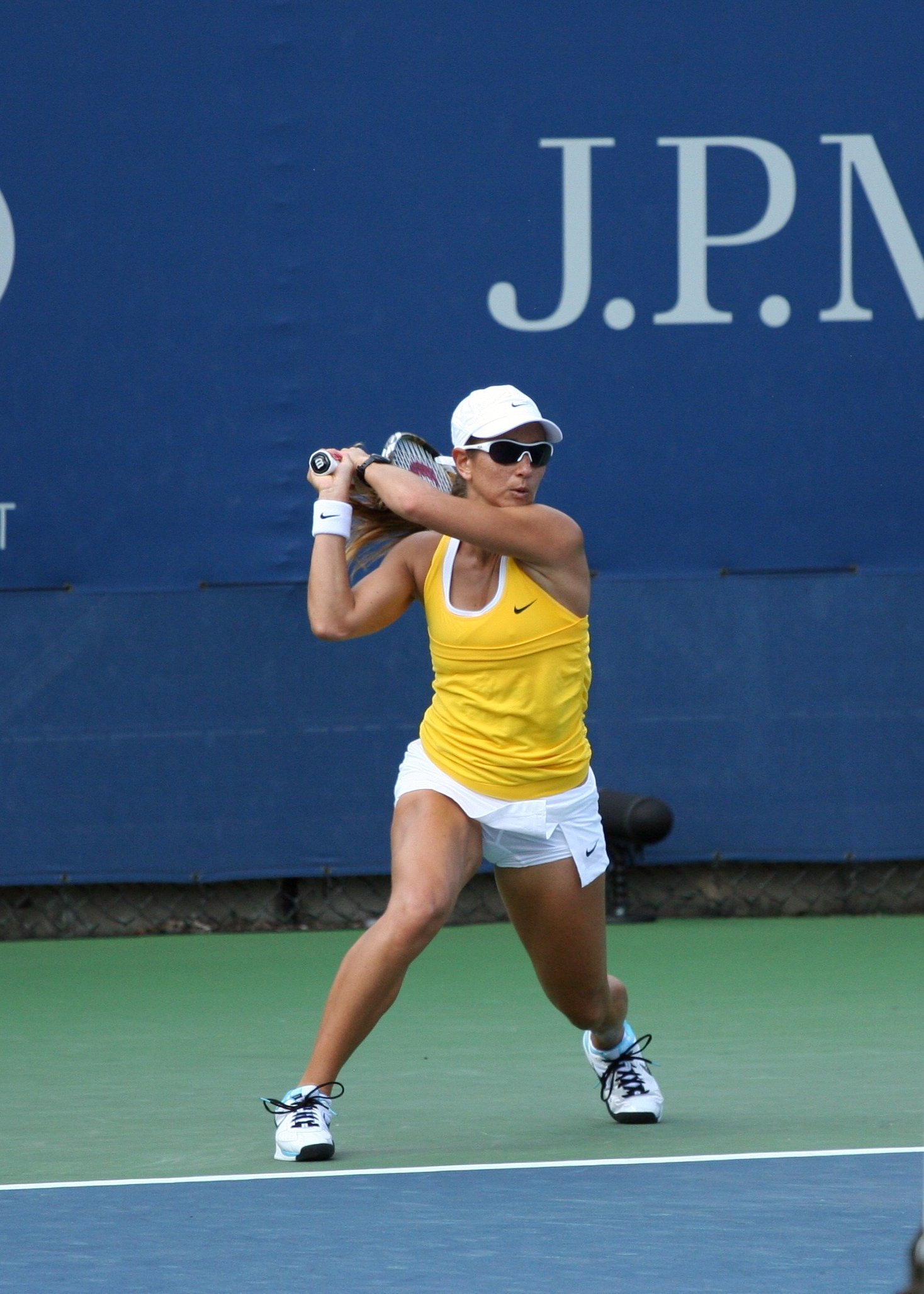
Rossana de los Ríos en el US Open el 31 de agosto de 2009.

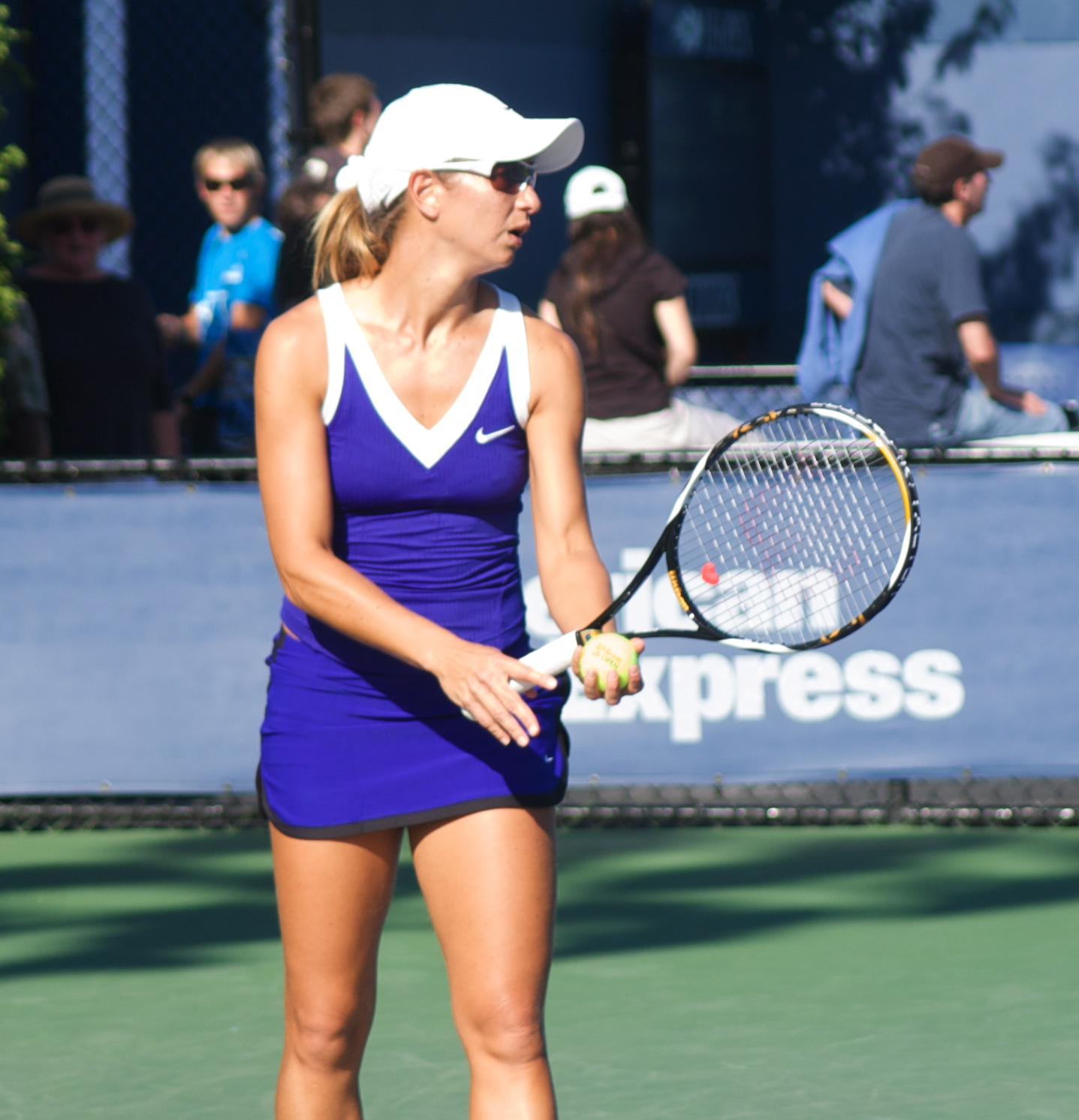
Rossana de los Ríos en el US Open 2008.

## Resumen de la carrera.

### 1989-1994
A los 14 años de edad, De los Ríos jugó solo tres partidos, y ganó el primer partido de su carrera en el circuito de la ITF en São Paulo. En 1990 jugó doce partidos, para ganar seis de ellos. En mayo de 1991, ganó su primer título de la ITF, en Francaville, y al mes siguiente perdió la final en Módena. En septiembre, ganó su segundo título de la ITF, en Lima, sin perder un set, su triunfo / registro de la pérdida del año fue de 40-18. Al año siguiente, ganó su tercer título, en Santa María Capua Vetere, en octubre, donde derrotó a Silvia Farina Elia. La semana siguiente llegó a la final en Asunción, y luego la final en Mildura. Su victoria / pérdida de registro del año fue de 34-19.  
En el año 1992 compitió por la primera vez en los Juegos Olímpicos.
En 1993 llegaron a la final en Caserta en junio. 
Como el número uno del mundo menores de 18, que causó gran sorpresa en el Abierto de Puerto Rico al derrotar cabeza de serie y número uno del mundo 30 Brenda Schultz-McCarthy en la primera ronda, terminando el año con 20 victorias y 18 derrotas. En 1994, solo jugó hasta abril, y ganó solo dos de diez partidos.

### 1995-1999
De los Ríos se casó con Gustavo Neffa, y dio a luz a Ana Paula el 17 de enero de 1997. Ella regresó a la WTA en junio de 1999, después de una ausencia de cinco años. Ella regresó al circuito después de una ausencia de cinco WTA en junio de 1999, años. En el torneo solo quinto de su espalda, ganó su quinto título de la ITF, en Buenos Aires, dejando tan solo nueve partidos en cinco partidos. Su victoria / pérdida de registro del año fue de 31-9.

### 2000
El año 2000 fue el año más exitoso de la WTA por de los Ríos. Ella ganó 22 de los 29 partidos entre marzo y junio en el circuito de la ITF. En junio, Rossana se clasificó con facilidad para el cuadro principal del Abierto de Francia, perdiendo solo once juegos en tres partidos. En el cuadro principal, le ganó a Miroslava Vavrinec en la primera ronda y Marlene Weingartner en la segunda ronda, antes de alterar el número uno del mundo a diez, Amanda Coetzer, por 7-5, 6-7 (4) y 6-4. Luego cayó ante su compatriota calificador Marta Marrero, la primera vez dos partidos de clasificación se reunió en la cuarta ronda del Abierto de Francia. En julio, Rossana cualificado para Wimbledon, pero fue derrotado por Tamarine Tanasugarn. Después de eso, solo ganó uno de sus próximos cinco partidos. En los Juegos Olímpicos de Sídney 2000, sin embargo, derrotó a Květa Peschke 6-3 6-0 en la primera ronda y Lindsay Davenport w / o. Jelena Dokić la venció en la tercera ronda. De los Ríos terminó el año con su regreso al circuito de la ITF, que vio ganar 12 de sus siguientes 17 partidos, incluyendo la final en Miramar y Pittsburgh. en 2000, ganó 45 partidos y perdió 21. En 2000, Ganó 45 partidos y Perdió 21.

### 2001
No ganó dos partidos de back-to-back "hasta Madrid en mayo. En la primera ronda derrotó a Cristina Torrens Valero, 6-1 y 6-0, y luego grabó su mayor victoria hasta la fecha, con un 7-5 2-6 6 -4 victoria sobre el número seis del mundo (en ese entonces) Monica Seles. [1]:
"" Yo sabía que podía vencer Mónica, pero cuando estaba cerca de la victoria estaba pensando muchas cosas, y yo tenía que concentrarme mucho para ganar. Esta es mi victoria más importante, y se lo dedicó a mi marido.
Ella fue derrotada en cuartos de final, sin embargo. En el Abierto de Francia en junio, Rossana Elena Likhovtseva derrotó en la primera ronda antes de perder un partido apretado en la segunda ronda a Petra Mandula. Luego perdió en la primera ronda de Wimbledon a Jelena Dokić. En Knokke-Heist (Nivel IV), en julio, Rossana número uno del mundo derrotó a 20 (en el momento) Silvia Farina Elia por 6-3 y 6-1 y llegó a cuartos de final. Dos meses más tarde, Rossana registró su mejor apariencia WTA Tour hasta la fecha, de avanzar a las semifinales de Bahía (Tier II), incluyendo una nueva victoria sobre la italiana Silvia Farina Elia, esta vez 6-3 y 6-2. El segundo cabeza de Jelena Dokić puso plazo a su fin. Terminó el año con otra Semifinal en Pattaya City (Nivel V), perdiendo ante Patty Schnyder 7-5 0-6 6-3. Su victoria / derrotas terminó en 25-28.

### 2002
Avanzó a la segunda ronda del Abierto de Australia por primera vez en enero. Alcanzó los cuartos de Bogotá en febrero. Solo ganó tres de sus trece próximos partidos hasta el Abierto de Francia en junio, donde grabó un aspecto de la tercera ronda, pero cayó a Elena Dementieva. Avanzó a la segunda ronda de Wimbledon, pero fue derrotado en las manos de Monica Seles. En septiembre, Rossana alcanzó los cuartos de final de Bali (Nivel III) por alterar el cabeza de serie Tamarine Tanasugarn 2-6, 6-4 y 6-2. Luego fue derrotada por Conchita Martínez en sets corridos. En Bratislava (Nivel V), Rossana sorprendió Francesca Schiavone en dos sets y llegó a cuartos de final. Ella llevó eslovena Maja Matevzic 6-1 5-2, pero quedó eliminado por 1-6, 7-5 y 6-1. Ganó 21 partidos en total durante el año, y perdió 30.

### 2003-2005 y lesiones
Rossana tuvo una decepcionante temporada de 2003. Ella no llegar a los cuartos o mejor en el torneo de cualquier circuito de la WTA, pero en el circuito de la ITF que se las arregló para avanzar a las semifinales de Troya, en octubre. Perdió en las primeras rondas del Abierto de Australia y el Abierto de Francia, y fue derrotado por 6-0 6-0 Kim Clijsters en la primera ronda de Wimbledon. Ganó 29 partidos (18 de los cuales fueron en la calificación) y perdió 29 partidos. En 2004, Rossana no competir en cualquier torneo WTA o la ITF hasta mayo, debido a una lesión. Ella ganó dos partidos de clasificación para el Abierto de Francia en solo su segundo torneo del año, pero perdió en la ronda final. La semana siguiente, llegó a las semifinales de Allentown en el circuito de la ITF, así como la final de College Park en julio. Perdió en la primera ronda de calificación en el Abierto de EE. UU. en septiembre, pero se recuperó con una semifinal en Ashburn de la gira de la ITF y la más impresionante, calificado para Filadelfia (Tier II) y alcanzó la segunda ronda antes de ser derrotada por la rusa Anastasiya Myskina 6 -- 4 7-6 (0). Ganó 19 partidos durante el año y perdió un total de 13. Las cosas empezaron bien para Rossana en 2005, comenzando con una aparición en Waikoloa Semifinal de la gira de la ITF. Sin embargo, una lesión de rodilla la mantuvo fuera de juego a partir de febrero a octubre. A su regreso a la gira de la ITF, Rossana había caído más de 100 posiciones en el ranking de la WTA-# 186 a # 289. En su torneo de regreso, que impresionante llegó a las semifinales de Pelham. En octubre, se llegó a los cuartos de San Francisco. Ganó 9 partidos de los 16 para el año.

### 2006
Fue el año más exitoso Rossana el segundo en el Tour de la WTA. A pesar de que solo ganó cinco de sus primeros nueve partidos, se Indian Harbour Beach, en mayo, que vio Rossana llegar a su primera final desde la ITF Collage Park en 2004. Clasificado como el US # 452, ella vino a través de en la clasificación, ganando siete partidos consecutivos en ruta a la final. Fue derrotado por Edina Gallovits 3-6 7-6 (5) 7-6 (0) a pesar de Rossana liderando 5-0 en la serie final y con seis puntos de partido. A pesar de la pérdida, la próxima semana Rossana llegó a alcanzar la final en Palm Beach Gardens, superando las semillas octavo, cuarto y segundo, respectivamente, antes de perder en la final. En julio se reunieron los requisitos para Cincinnati (Nivel III), pero perdió ante el número 26 del mundo (en el momento) Katarina Srebotnik por 6-3 y 7-6 (3), después de servir para el conjunto de 5-3 en el segundo set. Ella llegó a los cuartos en Lexington más adelante en el mes, pero perdió 7-6 (6) 4-6 7-6 (6) a Stéphanie Dubois, a pesar de liderar 4-2 en el último set. Se cayó en la primera ronda de clasificación del Abierto de EE. UU. a Erika Takao, en lo que fue su primer partido de clasificación del Grand Slam en dos años.
En noviembre, ella grabó su peor derrota del año en la clasificación para Pittsburgh, pero al revés que la semana que viene con una impresionante victoria sobre la sexta preclasificada Aleksandra Wozniak, para grabar su mejor victoria del año. Ella fue a llegar a las semifinales. Dos semanas más tarde, Rossana reclamó su título ITF, por primera vez desde 1999. Ella ganó el torneo Santaluz en San Diego, superando sexto cabeza de Ivana Abramovic 6-0 6-2 en la final. El triunfo de Rossana animó a competir en Australia en 2007, y resucitó a su clasificación a las afueras de las 200 mejores. Se subió 117 puestos en el ranking del año, desde el # 386 al # 209 en los doce meses, y ganaron 31 partidos en comparación con 14 derrotas.

### 2007
Al comenzar el 2007, Rossana sufrió una derrota en primera ronda en Waikoloa. En su siguiente torneo, llegó a las semifinales de Palm Desert, superando el cabeza de serie Edina Gallovits 6-2 y 6-1. En febrero, cayó en la primera ronda de Midland la siguiente semana, y aun así consigue un puesto dentro del top 200; el # 193 - la primera vez que había bajado del top 200 desde 2004. A finales de febrero, compitió en Acapulco (Tier III), jugando un torneo de primer nivel desde Cincinnati en julio de 2006. Cayó en la primera ronda en un partido cerrado contra la segunda sembrada Tathiana Garbin, por 4-6, 6-2 y 6-4. En abril, Rossana representó al Paraguay en la copa Federación. Paraguay ganó los cuatro partidos y derrotó a Ecuador en el play-off y como resultado clasificó para el Grupo 1 de la Zona de las Américas para 2008. A principios de mayo, Rossana registró su aparición en cuartos de final en Charlottesville e India Harbour Beach, respectivamente. Cayó contra la ganadora Edina Gallovits en ambos eventos, por doble 6-2. La semana siguiente, Rossana ganó su primer título ITF de 2007 y su sexto en su carrera en Palm Beach Gardens. Siendo segunda preclasificada, ganó cinco partidos en el proceso y solo perdió un juego, superando a los 10.ª jugadora Brenda Schultz-McCarthy 7-5 6-4 en la final.
Fresca aún la victoria, Rossana rápidamente voló a París por primera vez desde 2004 para competir en el evento de calificación del segundo Grand Slam del 2007, Roland Garros. Ella causó revuelo al calificar de fácil, al ganar tres consecutivos partidos. Lamentablemente, perdió contra la 32 ª preclasificada Martina Müller en tres sets en la primera ronda. [2]. Su siguiente torneo fue de Přerov, donde alcanzó los cuartos de final en individuales, antes de perder contra Sofia Arvidsson en dos sets, y llegó a la final de dobles con su pareja Edina Gallovits, donde perdió en tres sets. Quince días más tarde participó en el evento de clasificación para Wimbledon que marcó su primer partido en hierba desde 2003. Pasó la primera ronda en tres sets, pero perdió contra Anda Perianu, a pesar de Rossana servir para el partido estando 5-3 en el último set. Rossana luego voló a Italia y llegó a semifinal en Padua y Cuneo, incluyendo una victoria sobre el cabeza de serie Edina Gallovits en Cuneo. A continuación, se va a Biella. Allí, ella alcanzó la segunda ronda al perder con el número 36 del mundo Agnieszka Radwańska 6-0 6-2. Rossana luego jugó en Río de Janeiro para los Juegos Panamericanos, en representación de Paraguay. Como sembrada número 4; ganó su primera ronda con facilidad, pero perdió en la segunda ronda contra Yamile Fors de Cuba, 7-6 (6), 3-6 y 7-5.
Después de esta pérdida, se tomó un tiempo libre, y su siguiente torneo fue el Abierto de EE. UU. evento clasificatorio. Allí, perdió en la primera ronda a Carla Suárez Navarro, 6-0 y 6-3. A continuación, Rossana se dirigió a la Mestre $ 50K en Italia. Allí, como el quinto preclasificado, ganó su segundo torneo de 2007, superando a Alisa Kleybanova en la final 6-4, 3-6 y 6-1. Inmediatamente después de su victoria, se dirigió a los $ 100K de Burdeos, pero perdió en la primera ronda a la número 7 de semillas, Ekaterina Bychkova, a pesar de ganar el primer set. La semana siguiente, Rossana reclamó su título más grande ITF hasta la fecha y el título 8 de la ITF de su carrera en $ 75K Albuquerque. La victoria marcó su segundo título en apenas tres semanas. En el camino al título en Albuquerque, Rossana ganó cinco partidos, tres de ellos en tres sets-que resulta en el aumento de su ranking # 136 al # 114. Rossana a continuación dos espalda con espalda apariciones cuartos de final en $ 50K de San Francisco y $ 50K Lawrenceville. Perdió en la primera ronda de la ciudad de Quebec y cayó en los cuartos de $ 25K Ciudad de México para concluir el año.

### 2008
En enero, Rossana jugó en Australia por primera vez desde 2003. Ella ganó un partido en la calificación de en Sídney y el Abierto de Australia. Representó al Paraguay en la Copa Federación de dos semanas más tarde, donde Paraguay perdió por 3-0 a Puerto Rico y 3-0 a Brasil, pero derrotó a Uruguay 3-0 y México 2-0 para asegurar la posición de Paraguay en la Zona I de las Américas 2009. En febrero, Rossana jugó su primer partido del cuadro principal de la WTA en Viña del Mar. Ella derrotó a Carla Suárez Navarro 7-6 (8), 6-4, que marcó su primera victoria en el cuadro principal de la WTA desde Filadelfia en 2004. También llegó a la segunda ronda en Bogotá y Miami, que resultó en su ruptura de nuevo en el Top 100 Ranking WTA por primera vez desde 2003. Rossana luego llegó a la final de Pelham $ 25K y en mayo se reunieron los requisitos para Estrasburgo, ganando tres partidos de clasificación. Se competirá en Roland Garros y, por primera vez en 19 torneos de Grand Slam, Rossana clasificación será lo suficientemente alto como para que ella directamente participar en el sorteo principal. El lunes 23 de junio de 2008, Rossana fue golpeado por Ana Ivanovic en la primera ronda de Wimbledon. Rossana luego jugó en el torneo de Palermo y derrotó 5 semillas Aravane Rezaï 6-4 6-1.

#### Clasificación en torneos del Grand Slam
| Torneo                 | 2009 | 2008 | 2007 | 2006 | 2005 | 2004 | 2003 | 2002 | 2001 | 2000 | 1999 | 1998 | 1997 | 1996 | 1995 | 1994 | 1993 | Títulos |
| ---------------------- | ---- | ---- | ---- | ---- | ---- | ---- | ---- | ---- | ---- | ---- | ---- | ---- | ---- | ---- | ---- | ---- | ---- | ------- |
| Abierto de Australia   | 1r   | -    | -    | -    | -    | -    | 1r   | 2r   | 2r   | -    | -    | -    | -    | -    | -    | 1r   | -    | 0       |
| Roland Garros          | 1r   | 1r   | 1r   | -    | -    | -    | 1r   | 3r   | 2r   | 4r   | -    | -    | -    | -    | -    | -    | -    | 0       |
| Wimbledon              | 2r   | 1r   | -    | -    | -    | -    | 1r   | 2r   | 1r   | 1r   | -    | -    | -    | -    | -    | -    | -    | 0       |
| US Open                | 1r   | 2r   | -    | -    | -    | -    | -    | 2r   | 1r   | 1r   | -    | -    | -    | -    | -    | -    | 1r   | 0       |
| WTA Tour Championships | -    | -    | -    | -    | -    | -    | -    | -    | -    | -    | -    | -    | -    | -    | -    | -    | -    | 0       |

## Títulos WTA (0)

### Dobles

#### Finalista (2)
| N.º | Fecha                   | Torneo | Superficie    | Pareja                  | Oponentes en la final               | Resultado |
| --- | ----------------------- | ------ | ------------- | ----------------------- | ----------------------------------- | --------- |
| 1.  | 20 de mayo de 2002      | Madrid | Tierra batida | Arantxa Sánchez Vicario | Martina Navratilova Natasha Zvereva | 6-2, 6-3  |
| 2.  | 9 de septiembre de 2002 | Bahía  | Dura          | Emilie Loit             | Virginia Ruano Paola Suárez         | 6-4, 6-1  |